# Annelies Maas

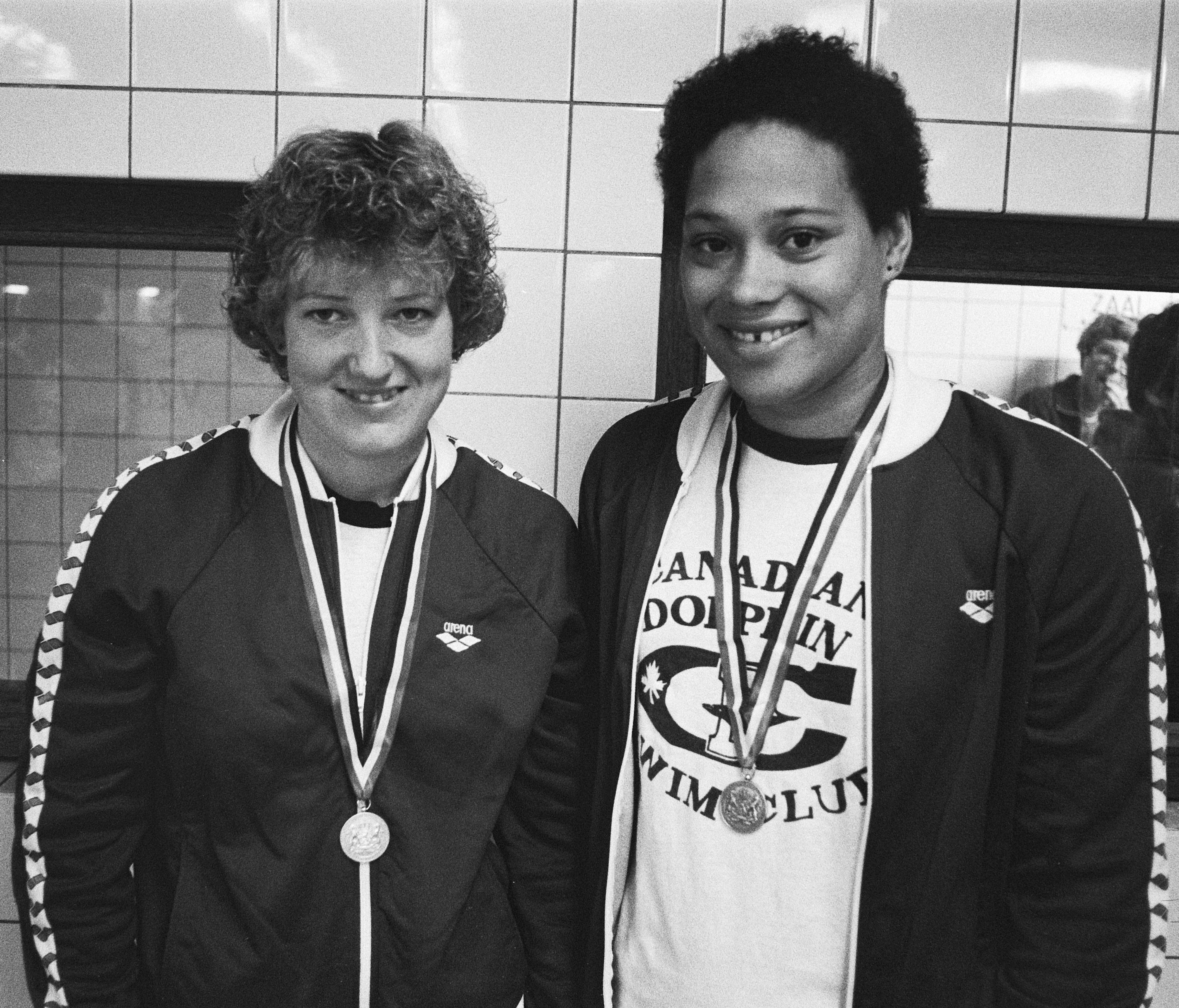
Annelies Maas (links) und Enith Brigitha (1979)

Annelies Maas, nach Heirat Annelies Kraus, (* 25. Januar 1960 in Wageningen) ist eine ehemalige niederländische Schwimmerin. Sie gewann 1980 eine olympische Bronzemedaille. Bei Weltmeisterschaften erhielt sie zwei Bronzemedaillen sowie bei Europameisterschaften drei Silbermedaillen und eine Bronzemedaille.

## Sportliche Karriere
Annelies Maas erreichte bei den Olympischen Spielen 1976 in Montreal bei vier Starts dreimal den Endlauf. In ihrem ersten Wettbewerb belegte sie über 400 Meter Freistil den siebten Platz. Über 200 Meter Freistil siegte Petra Thümer aus der DDR vor Shirley Babashoff aus den Vereinigten Staaten. Dahinter gewann Enith Brigitha die Bronzemedaille mit einer Sekunde Vorsprung vor Annelies Maas. Über 800 Meter Freistil verpasste Maas als 13. der Vorläufe den Finaleinzug. Die niederländische 4-mal-100-Meter-Freistilstaffel mit Ineke Ran, Linda Faber, Annelies Maas und Enith Brigitha schlug als Vierte an mit fast drei Sekunden Rückstand auf die drittplatzierten Kanadierinnen.
1977 bei den Europameisterschaften in Jönköping gewann Annelies Maas vier Medaillen. Über 200 Meter Freistil erhielt sie die Bronzemedaille hinter den beiden DDR-Schwimmerinnen Petra Thümer und Barbara Krause. Über 400 und 800 Meter Freistil war sie jeweils Zweite hinter Petra Thümer. Die niederländische 4-mal-100-Meter-Freistilstaffel mit Ineke Ran, Anja van de Bogaerde, Annelies Maas und Enith Brigitha erschwamm die Silbermedaille hinter der DDR-Staffel.
Auch bei den Weltmeisterschaften 1978 in West-Berlin trat Annelies Maas in vier Wettbewerben an. Sie wurde Vierte über 200 Meter Freistil, Sechste über 400 Meter Freistil und Fünfte über 800 Meter Freistil. Mit der niederländischen Freistilstaffel belegte sie den vierten Platz. 1979 gewann Annelies Maas den niederländischen Meistertitel über 400 Meter Freistil. Bei der Sommer-Universiade 1979 in Mexiko-Stadt erkämpfte Annelies Maas sechs Medaillen. Sie gewann über 200 Meter Freistil und erhielt Silber über 800 Meter Freistil sowie mit der Freistilstaffel. Über 100 Meter Freistil, 400 Meter Freistil und mit der Lagenstaffel wurde sie Dritte.
1980 bei den Olympischen Spielen in Moskau erreichte Annelies Maas das Finale über 400 Meter Freistil mit der zweitschnellsten Vorlaufzeit. Im Finale schlugen drei Schwimmerinnen aus der DDR als erste an. Mit fast fünf Sekunden Rückstand auf die Drittplatzierte belegte Maas den sechsten Platz. Über 200 Meter Freistil verfehlte sie als Neunte der Vorläufe den Finaleinzug um 0,12 Sekunden. Drei Tage später hatte die 4-mal-100-Meter-Freistilstaffel der DDR mit den drei Medaillengewinnerinnen aus dem Einzelwettbewerb im Ziel über sechs Sekunden Vorsprung auf die zweitplatzierten Schwedinnen. Mit einer halben Sekunde Rückstand auf die Schwedinnen erreichte die niederländische Staffel mit Conny van Bentum, Wilma van Velsen, Reggie de Jong und Annelies Maas den dritten Platz und erhielt die Bronzemedaille.

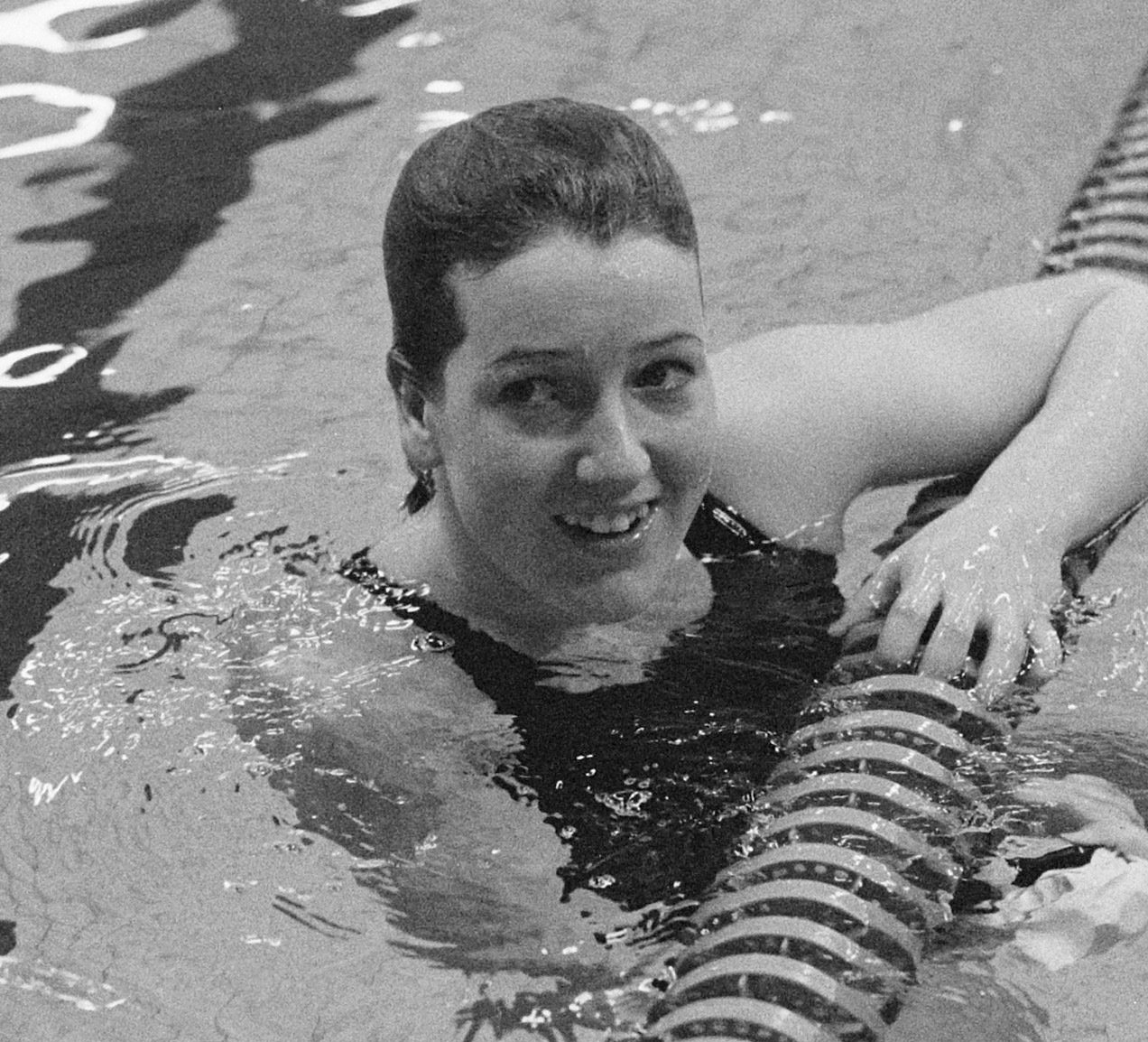
Annelies Maas (1982)

1982 bei den Weltmeisterschaften in Guayaquil siegte über 200 Meter Freistil die Niederländerin Annemarie Verstappen vor Birgit Meineke aus der DDR und Annelies Maas. Über 400 Meter Freistil wurde Maas Vierte und über 800 Meter Freistil verfehlte sie als Vorlaufneunte den Finaleinzug. Hinter den Staffeln aus der DDR und aus den USA gewann die niederländische Freistilstaffel mit Annemarie Verstappen, Annelies Maas, Wilma van Velsen und Conny van Bentum die Bronzemedaille.
Nach ihrer Heirat mit dem deutschen Schwimmer Michael Kraus trat Annelies Maas bei der Universiade 1983 in Edmonton als Annelies Kraus an. Über 100 und 200 Meter Freistil erhielt sie jeweils die Silbermedaille hinter Irina Laritschewa aus der Sowjetunion.
Annelies Kraus arbeitete später als Schwimmtrainerin beim SV Gladbeck 13.